# Skälsnäs naturreservat
Skälsnäs naturreservat är ett naturreservat i Växjö kommun i Kronobergs län.
Området är skyddat sedan 2021 och omfattar 404 hektar. Det är beläget på en udde och vatten omkring vid Helgasjöns norra strand och består av området runt en gård med jordbruksmark och ädellövskog med främst bok och ek.